# Sarah Gavron
L'honorable Sarah Gavron (nascuda el 20 d'abril de 1970) és una directora de cinema britànica.

## Biografia
Gavron és la filla de l'editor i filantrop Robert Gavron i de la política laborista Nicky Gavron, qui fora vicealcalde de Londres del 2002 al 2008.
Gavron va assistir a l'Escola de Senyoretes Camden. Es va graduar a la Universitat de York amb un títol de Bachelor of Arts en anglès el 1992 i va obtenir una màster en cinema a l'Edinburgh College of Art quan estava associat amb la Universitat Heriot-Watt Després va treballar per a la BBC durant tres anys. Va continuar estudiant direcció de cinema a l'Escola Nacional de Cinema i Televisió del Regne Unit a Londres. L'actor Rafi Gavron és el fill del seu germanastre, Simon Gavron.

## Carrera
Gavron va començar la seva carrera com a directora de cinema realitzant documentals, una especialitat que semblava "més accessible en aquell moment", però va tornar a la seva vocació de la narració cinematogràfica i el seu desig de contar històries.
Gavron va fer el seu debut al cinema en 2007 amb una adaptació de la novel·la de Monica Ali, Brick Lane.
En 2015 va dirigir la pel·lícula Sufragistes sobre una sufragista de classe treballadora interpretada per Carei Mulligan. La pel·lícula va ser adquirida per Focus Features al març de 2015. El film va ser premiat al Festival de Cinema Telluride en 2015.

## Filmografia
- The Girl in the Lay-By (2000)
- Losing Touch (2000)
- This Little Life (2003) (TV)
- Brick Lane (2007)
- Village at the End of the World (2013)
- Sufragistes (2015)
- Rocks (2019)

## Premis
Sarah Gavron va ser nominada per als Premis BAFTA i els British Independent Film Awards com a Millor Director en 2007 per Brick Lane. La pel·lícula va obtenir un Silver Hitchcock i Millor Guió al Festival Dinard de Cinema Britànic. Va rebre el Tangerine Entertainment Juice Award del Festival Internacional de Cinema de Hamptons per la seva pel·lícula Sufragistes, així com l' Audience Award (Mind the Gap) del Festival de Cinema de Mill Valley, per la mateixa pel·lícula.